# Stelios Okkaridīs
Stelios Okkaridīs (in greco: Στέλιος Οκκαρίδης; Nicosia, 15 novembre 1977) è un ex calciatore cipriota, di ruolo difensore.

## Carriera

### Club
Ha giocato nella massima serie cipriota con molti club.

### Nazionale
Ha giocato 35 partite per la nazionale cipriota tra il 2002 e il 2009, segnando due reti.